# Chrysopa oculata
Chrysopa oculata är en insektsart som beskrevs av Thomas Say 1839. Chrysopa oculata ingår i släktet Chrysopa och familjen guldögonsländor. Inga underarter finns listade i Catalogue of Life.

## Bildgalleri

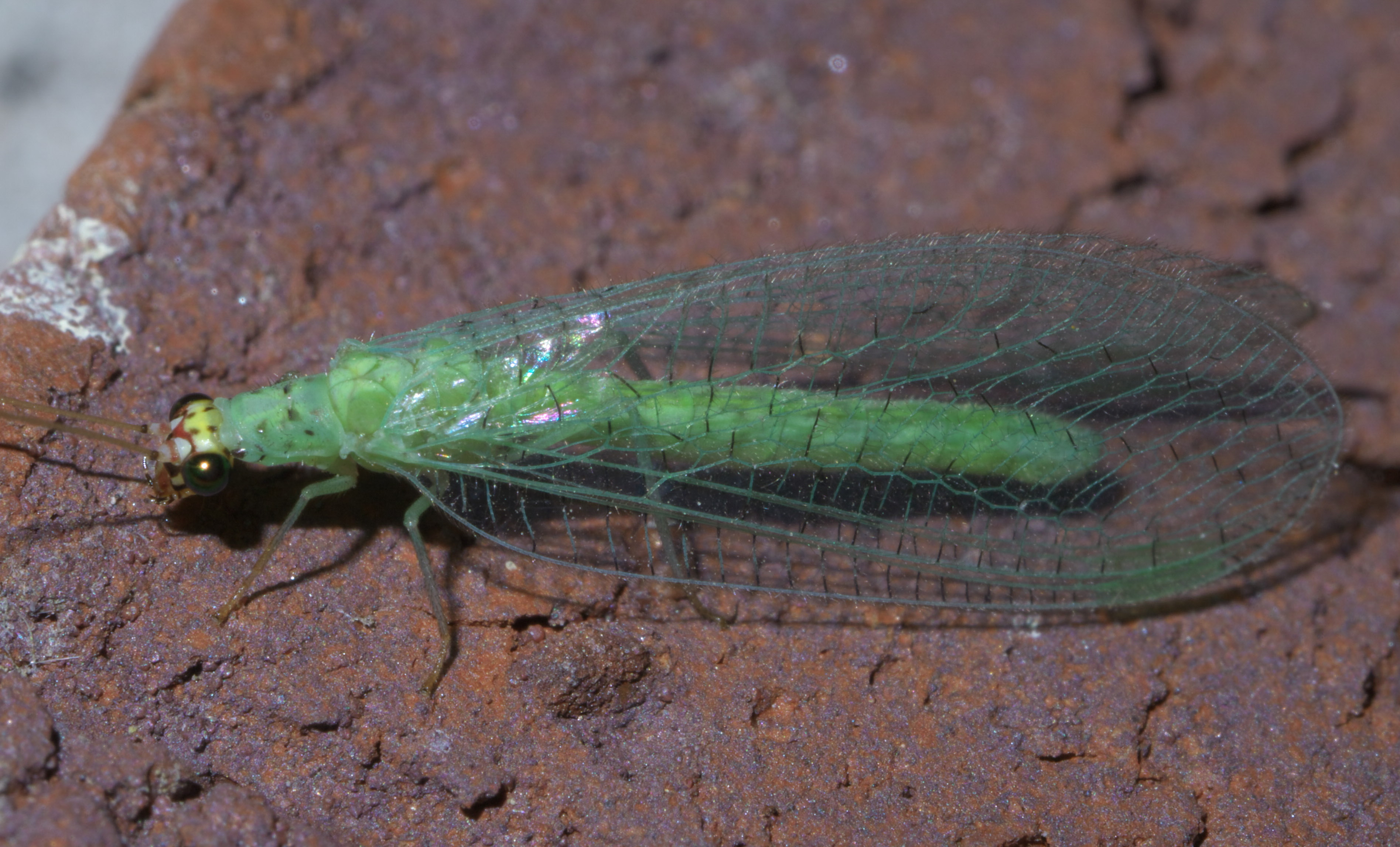
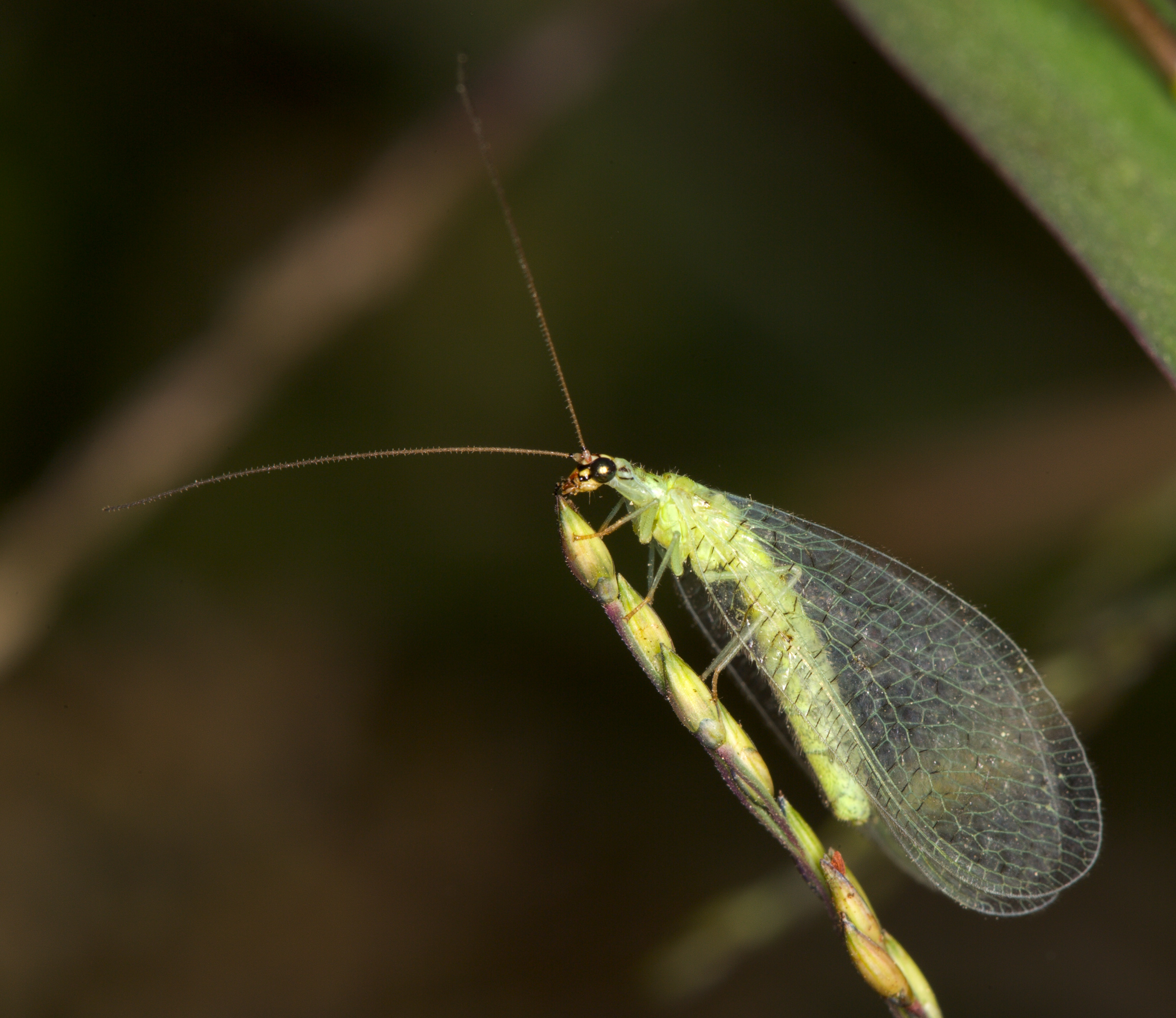